# Sofia Dorotea di Prussia
Sofia Dorotea di Prussia (tedesco: Sophia Dorothea Marie von Preußen; Berlino, 25 gennaio 1719 – Schwedt, 13 novembre 1765) è stata una principessa prussiana.

## Biografia

### Infanzia

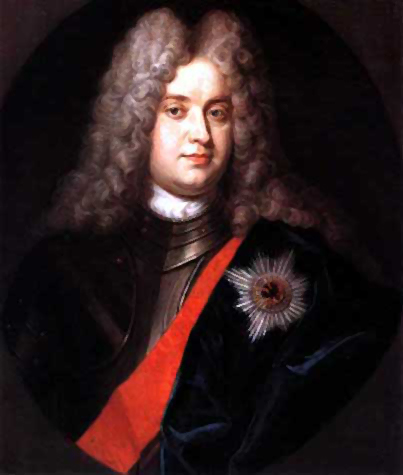
Federico Guglielmo I di Prussia nel 1700

Era figlia del secondo re di Prussia Federico Guglielmo I di Prussia e di Sofia Dorotea di Hannover. Il Re Soldato, nell'esaminare la sua nuova figlia non ne diede un giudizio lusinghiero affermando: "la bambina dovrebbe essere annegata". Questo perché egli desiderava avere un altro figlio dopo la nascita del Principe Ereditario Federico, di modo da assicurarsi la successione. L'infanzia e l'adolescenza di Sofia Dorotea trascorse senza particolari avvenimenti.

### Matrimonio

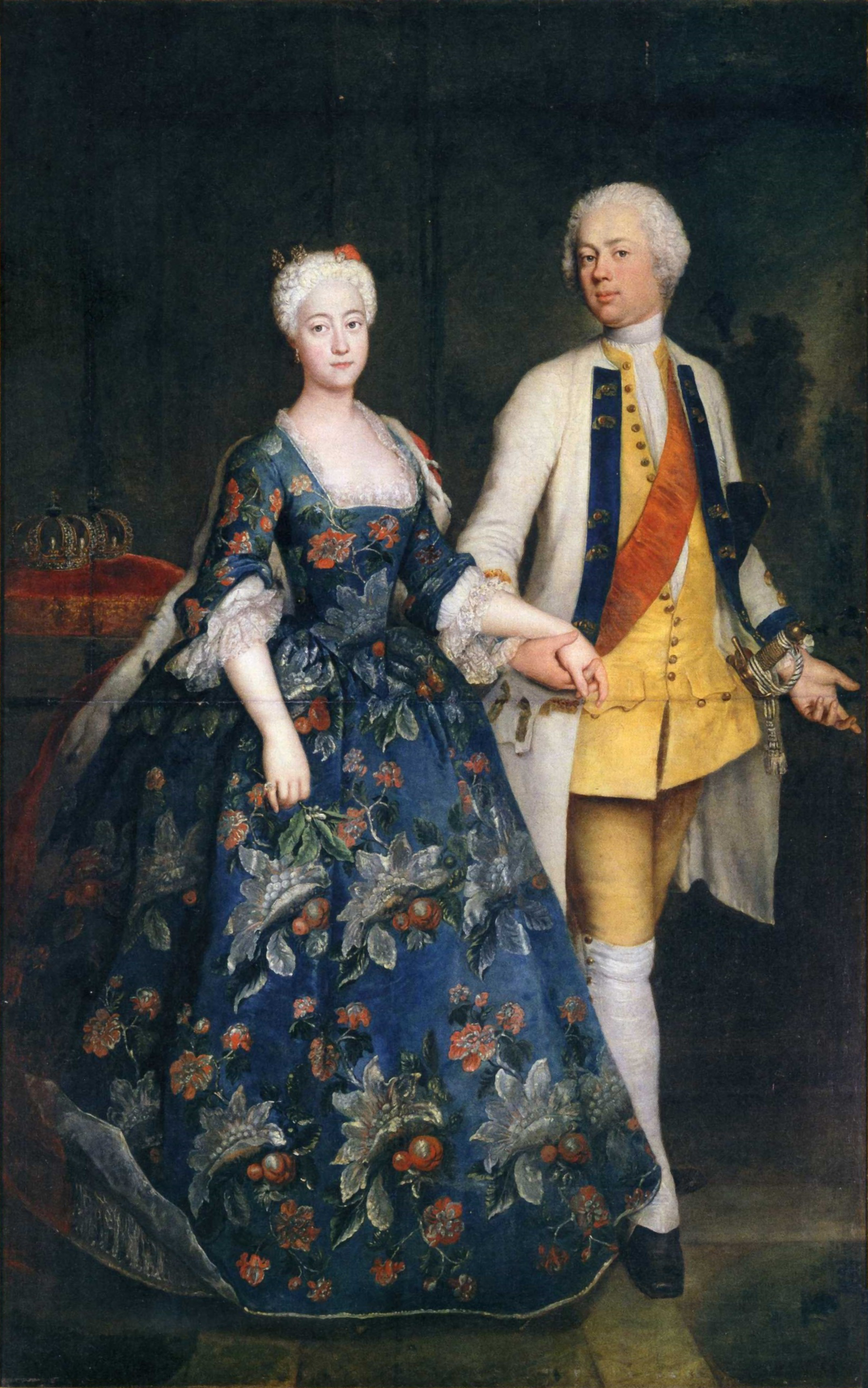
Sofia Dorotea con suo marito, Federico Guglielmo di Brandeburgo-Schwedt, dipinto di Antoine Pesne

Ancora giovinetta, sposò a Potsdam il 10 novembre 1734 Federico Guglielmo di Brandeburgo-Schwedt, figlio di Filippo Guglielmo di Brandeburgo-Schwedt e di Giovanna Carlotta di Anhalt-Dessau, che fu Margravio del Brandeburgo-Schwedt dal 1731 al 1771.
Sofia Dorotea portò in dote 100.000 talleri. Per Federico Guglielmo il matrimonio con una principessa appartenente al ramo principale degli Hohenzollern, che tra l'altro era diventato sovrano della Prussia, si rivelò vantaggioso, in quanto rinforzava la posizione degli Hohenzollern di Brandeburgo-Schwedt.

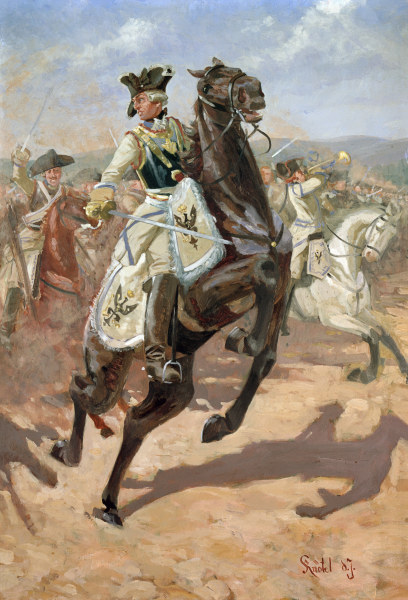
Dipinto raffigurante Friedrich Wilhelm von Seydlitz.

Per la Principessa si trattò invece di un'unione infelice: suo marito era di 19 anni più vecchio di lei e non aveva una buona reputazione. Il "Folle Margravio" (questo era il soprannome dato a Federico Guglielmo) era oltre tutto conosciuto per le sue burle e i suoi modi rudi. Fu da lui che Friedrich Wilhelm von Seydlitz, più tardi Generale di Cavalleria, apprese le sue pessime maniere. Il Margraviato di Schwedt era solo un piccolo principato, ma godeva di una fiorente economia, grazie all'operosità degli Ugonotti in esso immigrati. Il matrimonio durò più di trent'anni, e non fu felice per Sofia, perché non riusciva a prevalere sul marito. Inoltre, ella subì l'onere di non poter occuparsi di questioni intellettuali, in cui le sue sorelle si distinsero invece in modo particolare.

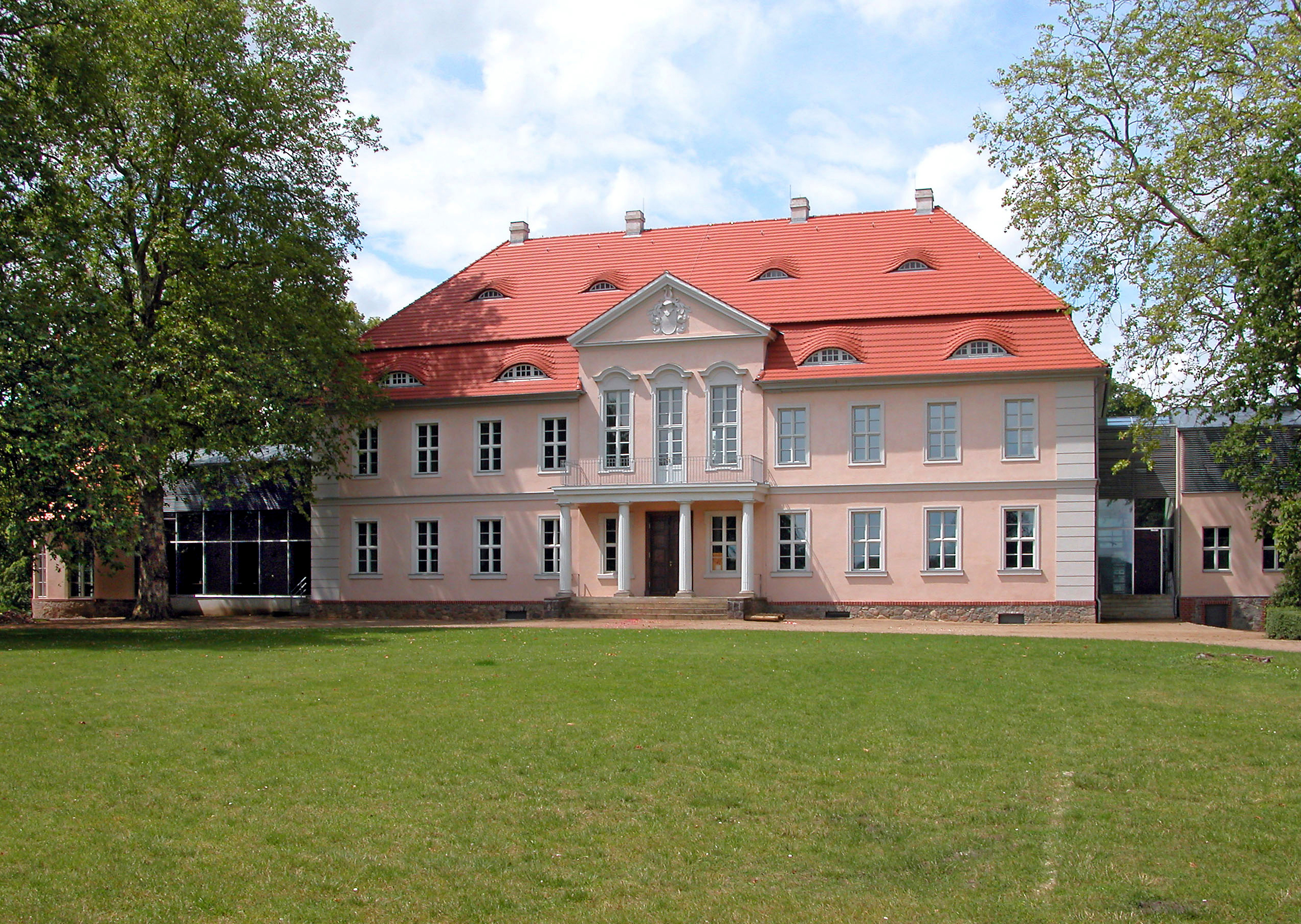
Il Castello di Schwedt, ove soggiornò il Margravio

Infine la coppia decise di vivere in luoghi diversi: Federico Guglielmo abitò nel Castello di Schwedt, mentre Sofia Dorotea risiedette nel Castello di Montplaisir, vicino alla Residenza del coniuge.
La coppia ebbe cinque figli, ma i due maschi morirono durante l'infanzia.

### Ultimi anni e morte

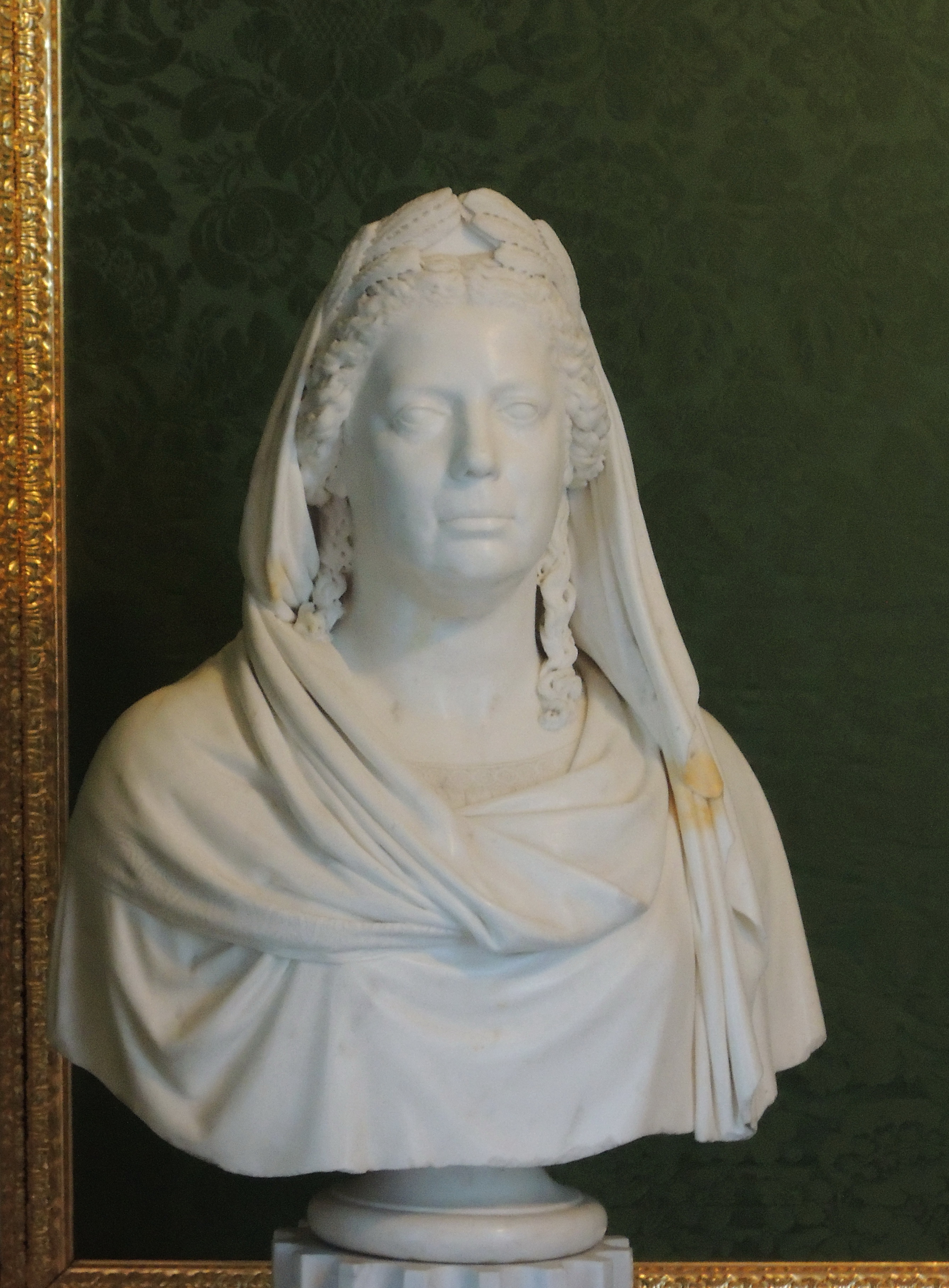
Busto di Sofia Dorotea

Sofia soffrì d'idropisia, che era un male diffuso nella famiglia Hohenzollern.
Quando il Margraviato del Brandenburgo-Schwedt si estinse nel 1788, il territorio venne annesso al regno di Prussia..
Sofia Dorotea morì il 13 novembre 1765 a Schwedt.

## Discendenza
Dal matrimonio nacquero cinque figli:
- Federica Sofia Dorotea (Schwedt, 18 dicembre 1736 - Stuttgart, 9 marzo 1798), che sposò il duca Federico II Eugenio di Württemberg;
- Anna Elisabetta Luisa (Schwedt, 22 aprile 1738 - Berlino, 10 febbraio 1820), sposò il principe Augusto Ferdinando di Prussia;
- Giorgio Filippo Guglielmo (Schwedt, 10 settembre 1741 - Schwedt, 28 aprile 1742);
- Filippina Augusta Amalia (Schwedt, 10 ottobre 1745 - Berlino, 1º maggio 1800), sposò Federico II d'Assia-Kassel;
- Giorgio Federico Guglielmo (Schwedt, 3 maggio 1749 - Schwedt, 13 agosto 1751).

## Ascendenza
|                                 |                                       |                                            | Genitori                         |  |  | Nonni |  |  | Bisnonni                          |  |  | Trisnonni                        |  |
|                                 |                                       |                                            |                                  |  |  |       |  |  | Federico Guglielmo di Brandeburgo |  |  | Giorgio Guglielmo di Brandeburgo |  |
|                                 |                                       |                                            |                                  |  |  |       |  |  | Federico Guglielmo di Brandeburgo |  |  | Giorgio Guglielmo di Brandeburgo |  |
|                                 |                                       | Elisabetta Carlotta del Palatinato-Simmern |                                  |  |  |       |  |  | Federico Guglielmo di Brandeburgo |  |  |                                  |  |
| Federico I di Prussia           |                                       |                                            |                                  |  |  |       |  |  | Federico Guglielmo di Brandeburgo |  |  |                                  |  |
|                                 |                                       | Luisa Enrichetta d'Orange                  | Federico Enrico d'Orange         |  |  |       |  |  |                                   |  |  |                                  |  |
|                                 |                                       | Luisa Enrichetta d'Orange                  | Federico Enrico d'Orange         |  |  |       |  |  |                                   |  |  |                                  |  |
|                                 |                                       | Luisa Enrichetta d'Orange                  | Amalia di Solms-Braunfels        |  |  |       |  |  |                                   |  |  |                                  |  |
| Federico Guglielmo I di Prussia |                                       | Luisa Enrichetta d'Orange                  |                                  |  |  |       |  |  |                                   |  |  |                                  |  |
|                                 |                                       | Ernesto Augusto di Brunswick-Lüneburg      | Giorgio di Brunswick-Lüneburg    |  |  |       |  |  |                                   |  |  |                                  |  |
|                                 |                                       | Ernesto Augusto di Brunswick-Lüneburg      | Giorgio di Brunswick-Lüneburg    |  |  |       |  |  |                                   |  |  |                                  |  |
|                                 |                                       | Ernesto Augusto di Brunswick-Lüneburg      | Anna Eleonora di Assia-Darmstadt |  |  |       |  |  |                                   |  |  |                                  |  |
| Sofia Carlotta di Hannover      |                                       | Ernesto Augusto di Brunswick-Lüneburg      |                                  |  |  |       |  |  |                                   |  |  |                                  |  |
|                                 |                                       | Sofia del Palatinato                       | Federico V del Palatinato        |  |  |       |  |  |                                   |  |  |                                  |  |
|                                 |                                       | Sofia del Palatinato                       | Federico V del Palatinato        |  |  |       |  |  |                                   |  |  |                                  |  |
|                                 |                                       | Sofia del Palatinato                       | Elisabetta Stuart                |  |  |       |  |  |                                   |  |  |                                  |  |
| Sofia Dorotea di Prussia        |                                       | Sofia del Palatinato                       |                                  |  |  |       |  |  |                                   |  |  |                                  |  |
|                                 | Ernesto Augusto di Brunswick-Lüneburg | Giorgio di Brunswick-Lüneburg              |                                  |  |  |       |  |  |                                   |  |  |                                  |  |
|                                 | Ernesto Augusto di Brunswick-Lüneburg | Giorgio di Brunswick-Lüneburg              |                                  |  |  |       |  |  |                                   |  |  |                                  |  |
|                                 | Ernesto Augusto di Brunswick-Lüneburg | Anna Eleonora di Assia-Darmstadt           |                                  |  |  |       |  |  |                                   |  |  |                                  |  |
| Giorgio I del Regno Unito       | Ernesto Augusto di Brunswick-Lüneburg |                                            |                                  |  |  |       |  |  |                                   |  |  |                                  |  |
|                                 |                                       | Sofia del Palatinato                       | Federico V del Palatinato        |  |  |       |  |  |                                   |  |  |                                  |  |
|                                 |                                       | Sofia del Palatinato                       | Federico V del Palatinato        |  |  |       |  |  |                                   |  |  |                                  |  |
|                                 |                                       | Sofia del Palatinato                       | Elisabetta Stuart                |  |  |       |  |  |                                   |  |  |                                  |  |
| Sofia Dorotea di Hannover       |                                       | Sofia del Palatinato                       |                                  |  |  |       |  |  |                                   |  |  |                                  |  |
|                                 |                                       | Giorgio Guglielmo di Brunswick-Lüneburg    | Giorgio di Brunswick-Lüneburg    |  |  |       |  |  |                                   |  |  |                                  |  |
|                                 |                                       | Giorgio Guglielmo di Brunswick-Lüneburg    | Giorgio di Brunswick-Lüneburg    |  |  |       |  |  |                                   |  |  |                                  |  |
|                                 |                                       | Giorgio Guglielmo di Brunswick-Lüneburg    | Anna Eleonora di Assia-Darmstadt |  |  |       |  |  |                                   |  |  |                                  |  |
| Sofia Dorotea di Celle          |                                       | Giorgio Guglielmo di Brunswick-Lüneburg    |                                  |  |  |       |  |  |                                   |  |  |                                  |  |
|                                 |                                       | Éléonore d'Esmier d'Olbreuse               | Alexandre II d'Esmier d'Olbreuse |  |  |       |  |  |                                   |  |  |                                  |  |
|                                 |                                       | Éléonore d'Esmier d'Olbreuse               | Alexandre II d'Esmier d'Olbreuse |  |  |       |  |  |                                   |  |  |                                  |  |
|                                 |                                       | Éléonore d'Esmier d'Olbreuse               | Jacquette Poussard de Vandré     |  |  |       |  |  |                                   |  |  |                                  |  |
|                                 |                                       | Éléonore d'Esmier d'Olbreuse               |                                  |  |  |       |  |  |                                   |  |  |                                  |  |